# 고즈시마촌
고즈시마촌(일본어: 神津島村)은 일본 도쿄도 도서부 오시마 지청의 촌으로 고즈섬의 지역 정부 역할을 한다.

## 지리
도쿄 중심에서 남서쪽으로 178km 떨어진 태평양 해상에 위치한다.

## 역사
- 1923년 10월 1일 - 도서정촌제가 시행되어 고즈시마는 오시마 도청(島庁)의 관할이 되었고 고즈시마촌이 설치되었다.
- 1926년 - 오시마 도청(島庁)이 오시마 지청으로 개칭되었다.

## 경제
고즈시마의 주요 산업은 어업, 건설업, 관광업이다. 소규모의 농업도 이루어진다.

## 교통
섬은 도쿄 본토, 시모다시, 다른 섬에서 페리로 접근이 가능하다. 매일 10인용 터보 프로펠러 비행기가 도쿄 서부의 조후 공항에서 운항한다.

## 같이 보기
- 이즈 제도